# Guanobie

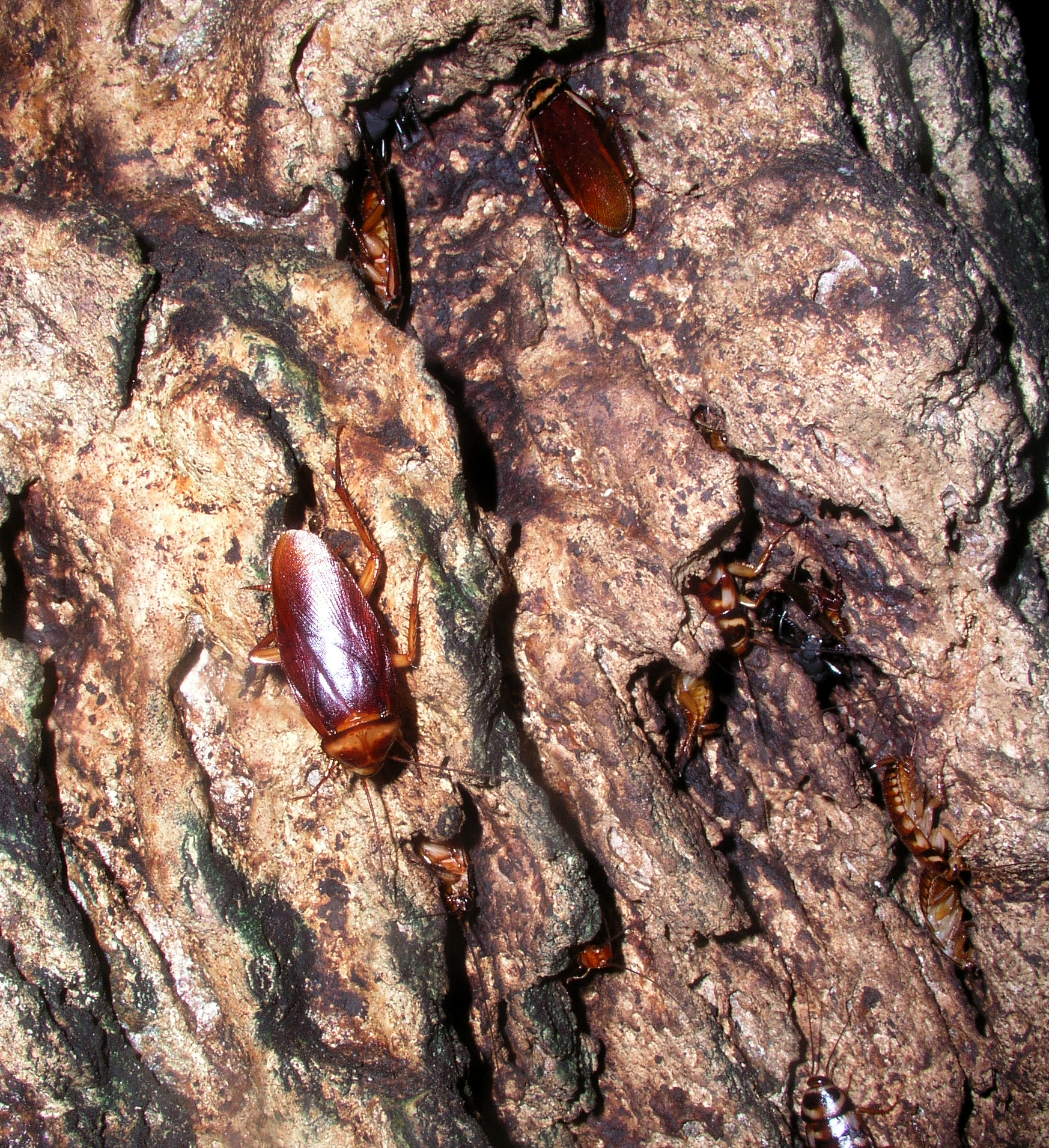
Blattes et ténébrions de la Cueva de las Lechuzas (Tingo Maria, Huanuco, Pérou).

Les organismes guanobies sont en biospéologie l'ensemble des bactéries, champignons et animaux vivant dans ou près des déjections — le guano — de chauves-souris ou d'oiseaux vivants dans les grottes comme les salanganes.
La faune particulière se développant sur les tas de guano est notamment constituée de gastéropodes et d'arthropodes de toutes sortes (arachnides, mille-pattes et insectes), troglophiles ou troglobies.